# Quem pastores laudavere
Quem pastores laudavere is een oud kerstlied.
De tekst van het kerstlied stamt uit 1410 en is afkomstig uit het zogeheten Hohenfurth Manuscript. Het is geschreven door een anonieme monnik van de Abdij van Hohenfurth (tegenwoordig: Vyšší Brod). De muziek stamt uit 1555 en werd geschreven in het toenmalige Breslau (tegenwoordig: Wrocław). In de loop van de 16e en 17e eeuw werd het lied in Duitsland uitgegeven in diverse gezangbundels voor zowel de katholieke als de protestantse kerk.
De combinatie van Quem pastores laudavere en Nunc angelorum gloria wordt ook wel aangeduid met Quempas.
Het lied is meermalen bewerkt door componisten, zoals:
- Valentin Triller (1555)
- Johann Leisentritt (1567)
- Michael Praetorius (1607)
- Johann Hermann Schein (1627)

## Originele tekst
1.
Quem pastores laudavere,
quibus angeli dixere,
absit vobis jam timere,
natus est rex gloriæ.
Refrein:
Nunc angelorum gloria
Hominibus resplenduit
in mundo.
Novi partus gaudia
Virgo mater produxit,
Et sol verus
in tenebris illuxit,
Christus natus hodie ex virgine.
2.
Ad quem magi ambulabant,
aurum, thus, myrrham portabant,
immolabant hæc sincere
Leoni victoriæ.
3.
Exultemus cum Maria
In cœlesti heirarchia
Natum promat voce pia
Dulci cum melodia.
4.
Christo regi, Deo nato,
per Mariam nobis dato,
merito resonet vere
Laus honor et gloria.

## Nederlandse vertaling
1.
Degene die door de herders aanbeden werd,
waarvan de engelen zeiden:
"Vrees niet,
want de koning van de glorie is geboren.
Refrein:

Nu schijnt de glorie van de engelen
helder in de wereld, voor iedereen.
De vreugde van een nieuwe geboorte.
Een maagdelijke moeder heeft vrucht gedragen
en de ware Zoon heeft licht doen schijnen
in de duisternis,
heden is Christus geboren uit een Maagd.
2.
Naar wie de wijzen toegingen
om goud, wierook en mirre te brengen,
welke ze met open hart offerden
aan de zegevierende leeuw.
3.
Laat ons ons, mét Maria, verheugen
te midden van de hemelingen
en laten we de geboorte aankondigen met toegewijde stem
en een zoete melodie.
4.
Aan Christus de Koning, de geboren God,
welke ons door Maria gegeven is.
Laat ons Hem steeds weer
gepaste lof en eer geven.

Later zijn er nog andere vertalingen verschenen, die vaak sterk afweken van de oorspronkelijke tekst. Ook volgden nog vele muzikale bewerkingen.